# 19th Regiment of Light Dragoons (1779–1783)
Das 19th Regiment of (Light) Dragoons war ein Kavallerieregiment der britischen Armee, das von 1779 bis 1783 bestand.

## Geschichte
Das Regiment wurde am 25. Februar 1779 aufgestellt. Es sollte während des Amerikanischen Unabhängigkeitskriegs zur Abwehr einer befürchteten französischen Invasion in Großbritannien dienen. Das Regiment umfasste sechs Troops. Colonel of the Regiment war der spätere General Russell Manners (1736–1800). Das Regiment wurde aus Truppenteilen des 1st und 2nd Regiment of Dragoon Guards sowie des 4th und 10th Regiment of Dragoons gebildet. Es lagerte zunächst in Salisbury, wo es am 9. Oktober 1779 Lieutenant-General James Johnston inspiziert wurde. Die effektive Stärke betrug zu diesem Zeitpunkt 355 Unteroffiziere und Soldaten sowie 347 Pferde. Die Offiziere trugen scharlachrote Uniformen mit silbernen Knopflöchern und grasgrünen Aufschlägen.
Von Salisbury wurde das Regiment nach Shropshire verlegt und im Sommer 1780 in Ludlow und Bridgenorth mit jeweils drei Troops an jedem Ort einquartiert. Die Kriegserklärung der Niederlande im Januar 1781 führte zu ihrer Verlegung nach Norwich und im Sommer desselben Jahres wurden sie zwischen Saxmundham, Bungay, Beccles, Yarmouth, Halesworth und Woodbridge verteilt, mit jeweils einem Troop an jedem Ort. Im Oktober wurde das Regiment in Yarmouth von Major-General William Tryon inspiziert, der die volle Einsatzbereitschaft des Regiment bestätigte und berichtete, jeder Dragoner sei mit einem Schwert, einem Paar Pistolen, einem Karabiner und einem Bajonett bewaffnet.
Im folgenden Frühjahr befand sich das Regiment in Bury St Edmunds und Sudbury mit jeweils drei Troops an jedem Ort. Bald darauf wurden sie in die Nähe von London verlegt, und im August befand sich das Hauptquartier des Regiments mit drei Troops in Epsom; die anderen drei Troops waren in Croydon, Mitcham und Horsham untergebracht. Bald darauf wurde ein Troop nach Bromley und ein anderes nach Ewell geschickt, ein Troop wurde aus Epsom abgezogen.
Das Regiment nahm an keinen Gefechtseinsätzen teil. Am 30. November 1782 wurde ein vorläufiger Friedensvertrag unterzeichnet, mit dem Großbritannien die Unabhängigkeit der Vereinigten Staaten anerkannte; das Regiment wurde daraufhin am 12. Juni 1783 aufgelöst.